# Port lotniczy Koprivnica
Port lotniczy Koprivnica (ICAO: LDVK) – port lotniczy położony w miejscowości Koprivnica, w Chorwacji.